# Phytomyza callianthemi
Phytomyza callianthemi is een vliegensoort uit de familie van de mineervliegen (Agromyzidae). De wetenschappelijke naam van de soort is voor het eerst geldig gepubliceerd in 1944 door Hering.